# پاتریسیا د لئون
پاتریسیا میشل د لئون (انگلیسی: Patricia Michelle De León) یک هنرپیشه و مانکن اهل پاناما است. وی از سال ۱۹۹۰ میلادی تاکنون مشغول فعالیت بوده است.
از فیلم‌های او می‌توان به کلاود ۹ اشاره نمود.